# Arachniodes obtusissima
Arachniodes obtusissima là một loài thực vật có mạch trong họ Dryopteridaceae. Loài này được (Mett. ex Kuhn) Ching miêu tả khoa học đầu tiên năm 1962.